# تپه حوض خرگوش ۲
تپه حوض خرگوش ۲ مربوط به دوره اشکانیان - دوره ساسانیان است و در شهرستان جاجرم، بخش مرکزی، شهر گرمه جاجرم واقع شده و این اثر در تاریخ ۲۸ شهریور ۱۳۸۶ با شمارهٔ ثبت ۱۹۷۰۳ به‌عنوان یکی از آثار ملی ایران به ثبت رسیده است.